# Saitama (One Punch-Man)
Saitama (サイタマ?) es el protagonista de la serie de manga y anime One Punch-Man, creado por One. Saitama es un joven adulto que enfrenta una crisis existencial ante su increíble fuerza debido a que no siente emociones durante sus batallas. Tras ser héroe por diversión, se inscribe en la Asociación de Héroes para convertirse en héroe profesional al darse cuenta de que nadie lo reconoce como tal. Debido a su apariencia poco impresionante, sus enemigos suelen subestimarlo al punto de no tomarlo en serio.
El diseño de saitama está inspirado en el de Anpanman el protagonista de la serie infantil Go! Anpanman siendo el traje un re color en el caso de Saitama, aunque esto no ha influido en su creciente popularidad dentro y fuera de Japón.

## Apariencia
Saitama es un joven fuerte, saludable de estatura media. Hasta hace tres años su cabello era corto y negro. Según Saitama, la causa de su calvicie es la actividad física excesiva que realizó durante su entrenamiento. Su traje de héroe es un mono amarillo claro con una cremallera blanca en el pecho, una capa blanca sujeta sobre los hombros con dos botones negros grandes y redondeados. Usa guantes y botas de color rojo brillante y un cinturón ancho con una hebilla monolítica.

## Personalidad
Saitama tiene un carácter tranquilo debido al hecho de que incluso sus oponentes más poderosos son derrotados después de su primer golpe. Aunque se muestra apático y sin expectativas sobre sus enemigos, busca constantemente un oponente digno que disipe su decepción. Por otro lado, como héroe, no ignora a los delincuentes más débiles, apoyando sus acciones con la frase: «Si los héroes corren y se esconden, ¿quién se quedará y luchará?», por lo que nunca se ha tomado la molestia de tratar de entender el «sistema de niveles de desastre».
Debido a la combinación de su apariencia discreta, indiferente y gran fuerza, las batallas con sus enemigos suelen decepcionarlo. Como regla general, les da a los oponentes la oportunidad de demostrar su fuerza y sus planes para luego acabarlos de un golpe.

## Historia
Poco se sabe sobre el pasado de Saitama. Según él, cuando era niño, pasaba mucho tiempo viendo programas de superhéroes y soñaba con que algún día poder convertirse en uno. Años después, durante su época en la secundaria, Saitama comenzó a sentirse decepcionado de sí mismo por ser débil y por sus peleas fallidas constantemente, comenzando a pensar en sí y en su futuro.
Tres años antes del inicio de la trama, Saitama era un desempleado que era rechazado en todas las entrevistas laborales a las que se presentaba. Un día, después de otra entrevista fallida, Saitama regresaba y se encontró con un enorme monstruo con apariencia de cangrejo llamado Kanirante que buscaba a un niño para matarlo ya que anteriormente le había hecho una broma; Kanirante simpatizó con Saitama debido a que lo veía como alguien que sufría penurias similares a las que él tuvo cuando era humano por lo que decide perdonarle la vida. Minutos después, Saitama se encuentra con el niño en un parque; luego de tratar que el niño huyera, se enfrenta a Kanirante que decide matar a Saitama al ver que interfiere con sus objetivos. El monstruo golpea a Saitama un par de veces. Sin embargo, durante el enfrentamiento Saitama logra atar su corbata en uno de sus ojos y lo jala, derrotando así al cangrejo.
Después de esta pelea, Saitama decide convertirse en un superhéroe, por lo que comienza un programa de entrenamiento, que constaba de 100 flexiones, 100 abdominales, 100 sentadillas y 10 km de carrera todos los días. También comía tres veces al día, pero solo plátanos como desayuno y no usaba aire acondicionado o calefacción para así fortalecer su moral. Estas actividades eran muy intensas y le causaban gran sufrimiento, como dolores musculares y hemorragias internas. Sin embargo, Saitama no se dio por vencido y siguió entrenando día tras día para convertirse en un superhéroe. Tres años después, como consecuencia de este régimen, desarrolló habilidades físicas sobrehumanas, pero como efecto secundario perdió todo su cabello y una fracción de sus emociones humanas, haciendo su personalidad más apática.

## Apariciones

### One Punch-Man
Durante el examen de ingreso a Héroes, Saitama había batido todos los récords físicos por amplios márgenes, Saitama ingresa a la Asociación de Héroes con una puntuación de 71, lo que lo clasifica en una de las clases más bajas de la Asociación de Héroes. Esto se debe a su miserable desempeño en el examen escrito. Rápidamente sube de clase tras realizar muchas hazañas heroicas, aunque varios de sus esfuerzos no son reconocidos debido a los daños colaterales o a que los superhéroes de mayor nivel reciben más crédito. Estos incluyen derrotar al furioso supervillano/asesino ninja conocido como Sonic Velocidad del Sonido y destruir un meteorito similar al que hizo que los dinosaurios se extinguieran. A partir del arco actual del webcomic de One, tiene el puesto 39 de Clase A. Sin embargo, no le importa dejar que otros tengan el reconocimiento, como se demostró en sus acciones después de la lucha contra el Rey del Mar Profundo. En el arco de la historia del grupo Materia Oscura, no se inmuta por la telequinesis de un poderoso Esper, mostrando aún más su resistencia. Este arco también fue una de las únicas veces en que golpeó seriamente, derrotando al líder de los alienígenas, Lord Boros, antes de que pudiera usar su ataque. A través de varias circunstancias, entabla amistad con Ciclista sin Licencia, Bang, King, Genos y el Grupo Fubuki.

### One Punch-Man: A Hero Nobody Knows
Saitama también aparece en el videojuego One Punch Man: A Hero Nobody Knows desarrollado por Spike Chunsoft. Al igual que en el manga y anime, Saitama es invencible y solo puede ser derrotado por otro Saitama.

## Habilidades
Saitama lleva el título «One Punch-Man», que lo señala como el héroe más fuerte de esta serie. Todavía no hay un enemigo que pueda herirlo gravemente. Es tan fuerte que sus habilidades superan incluso a las criaturas artificiales diseñadas específicamente para batallas con superhumanos el ejemplo más llamativo de esto es Genos. Sin embargo, sus capacidades están limitadas por el extraordinario desarrollo de los atributos del cuerpo humano; por ejemplo, no puede volar, disparar bolas de fuego, etc.
Tras la derrota de la asociación de monstruos, Saitama demostraría que su fuerza y habilidad de lucha crecen de forma proporcional mientras se encuentre en un ambiente que estimule su desarrollo, sin embargo esto usualmente no sucede ya que las formas de vida con las que se ha enfrentado hasta el momento no poseen el poder necesario para estimular el crecimiento de su fuerza; pero durante su enfrentamiento con Garou, quién resultó ser un artista marcial prodigio que evolucionaba y trascendía sin detenerse debido a su habilidad de aprender y perfeccionar técnicas en sólo un segundo y que además estaba imbuido con los poderes de Dios, Saitama al poder enfrentar a un oponente poderoso más allá de toda escala, demostró poseer la habilidad de incrementar su fuerza superando constantemente los límites de la lógica, al punto que Garou eventualmente fue incapaz de seguir su ritmo de evolución y finalmente, para salvar el mundo, él mismo le enseñó sus técnicas, consciente que Saitama sería capaz de llevarlas a un nivel que él mismo nunca podría alcanzar.